# ديكلان لانغ
ديكلان لانغ (بالإنجليزية: Declan Ronan Lang)‏ هو كاهن كاثوليكي بريطاني، ولد في 15 أبريل 1950 في كاوز ‏، في المملكة المتحدة.